# نیوهال، سانتا کلاریتا، کالیفرنیا
نیوهال، سانتا کلاریتا، کالیفرنیا (به انگلیسی: Newhall) یک محله در سانتا کلاریتا واقع در ایالت کالیفرنیای ایالات متحده آمریکا است. نیوهال ۵۲٬۳۸۶ نفر جمعیت دارد و ۴۱۸٫۵ متر بالاتر از سطح دریا واقع شده‌است.